# Admesturius
Admesturius  (лат.) — род аранеоморфных пауков из подсемейства Amycinae в семействе пауков-скакунов (Salticidae). Оба вида рода распространены в Южной Америке.

## Виды
- Admesturius bitaeniatus (Simon, 1901) — Чили
- Admesturius schajovskoyi Galiano, 1988 — Чили, Аргентина